# Kirchberg (Gemeinde St. Pantaleon)
Kirchberg ist eine Ortschaft (Rotte) in der Gemeinde St. Pantaleon im Bezirk Braunau am Inn in Oberösterreich.

## Geografie
Kirchberg hat ca. 250 Einwohner (Statistik von 2001). Es besteht eigentlich aus zwei Ortsteilen, Alt-Kirchberg und Kirchberg Siedlung. Alt-Kirchberg liegt auf ca. 415 m ü. A. an einer parallel zur Weilhart Landesstraße (L501), der salzachbegleitenden Durchzugstraße, liegenden Gemeindestraße zwischen der Ortschaft Wildshut und der Grenze zu Land Salzburg. Von Alt-Kirchberg führt auch eine Gemeindestraße in die benachbarte Ortschaft Reith. Kirchberg Siedlung hingegen liegt nördlich neben der Sankt Pantaleoner Landesstraße (L1014) unweit deren Einmündung in die Weilhart Landesstraße (L501) bei Wildshut. 

## Geschichte und Infrastruktur
Alt-Kirchberg, der Kirchort, liegt an einer alten Römerstraße. Zur Römerzeit soll dort bereits ein Gut bestanden haben. 1284 werden urkundlich 2 Güter zu Chirichperg erwähnt.
Kirchberg Siedlung wurde nach dem Zweiten Weltkrieg gegründet, um Wohnraum für Arbeiter des neueröffneten Kohlebergwerkes in Trimmelkam zu schaffen, welches allerdings 1993 wieder geschlossen wurde. Dies schlug sich in stark schwankenden Bevölkerungszahlen der Ortschaft nieder. 
Kirchberg Siedlung hat eine Haltestelle der S-Bahn Salzburg, jedoch ist die Haltestelle nach der nahe gelegenen Ortschaft Wildshut benannt.

### Einwohnerentwicklung
1934 hatte die Ortschaft laut Volkszählung 83 Einwohner, 1976 dann 370 Einwohner und zuletzt 2001 256 Einwohner.